# Bürgermeisterstück

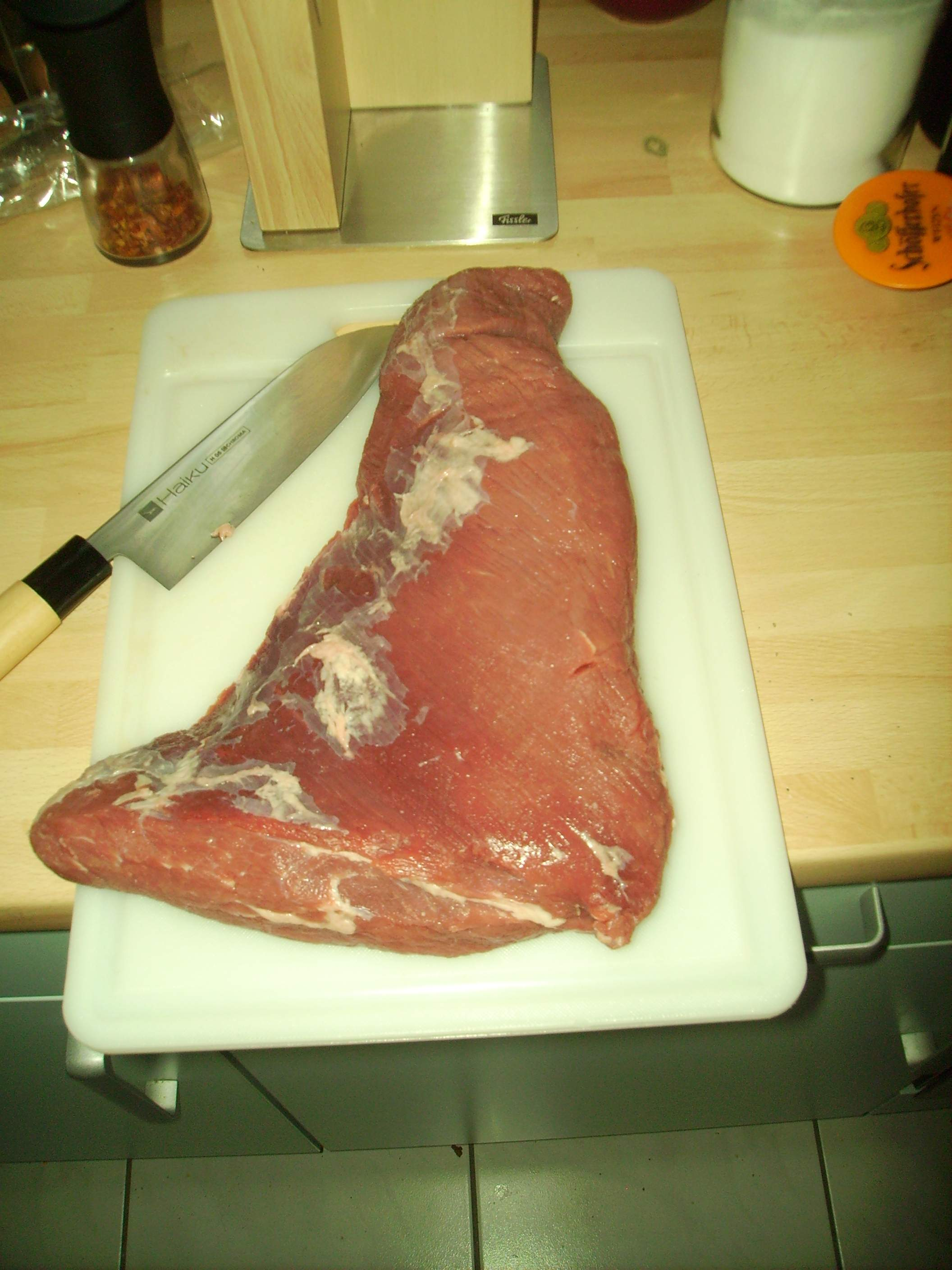
Bürgermeisterstück

Als Bürgermeisterstück, Pastorenstück, Frauenschuh oder je nach Gegend auch Namenlos bezeichnet man im Fleischereigewerbe einen Teil des Fleisches beim Rind. In Österreich und im süddeutschen Raum wird dieses Stück als Hüfer- oder Hieferschwanzel bezeichnet. In der Schweiz nennt man es auch Babettli oder weisses Stück.
Es liegt oberhalb der Kugel der Keule vom Rind und ist besonders zart, da es fast ausschließlich aus Muskelfleisch besteht. Durch seine markante Form (engl. „Tri-Tip“), ähnlich einer Haifischflosse, ist es besonders gut erkennbar. Aufgrund seines besonders feinen Geschmackes war dieses Stück in der Vergangenheit, nicht zuletzt auch wegen des hohen Preises, für die wichtigen Personen der Dorfgemeinschaft reserviert. Dies führte zu seinem Namen.
Das Fleisch eignet sich besonders zum Schmoren, Kurzbraten und zur Zubereitung von Geschnetzeltem. Vor allem in ländlichen Gebieten ist der Ausdruck noch immer verbreitet.